# Michael Prochazka

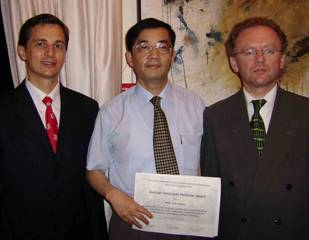
V. l. n. r.: Michael Prochazka, Pan Guang, Andreas Maislinger (2006)

Michael Prochazka (* 10. Februar 1972 in Klagenfurt am Wörthersee) ist ein österreichischer Sozial- und Wirtschaftswissenschaftler und Sinologe.

## Leben
Prochazka studierte Wirtschafts-, Politikwissenschaften, sowie Ethnologie und Sinologie an der Universität Wien, weiters Internationale Beziehungen an der École supérieure de commerce de Paris und absolvierte ein postgraduales Studium an der Jiangxi Caijing Daxue in Nanchang, VR China.

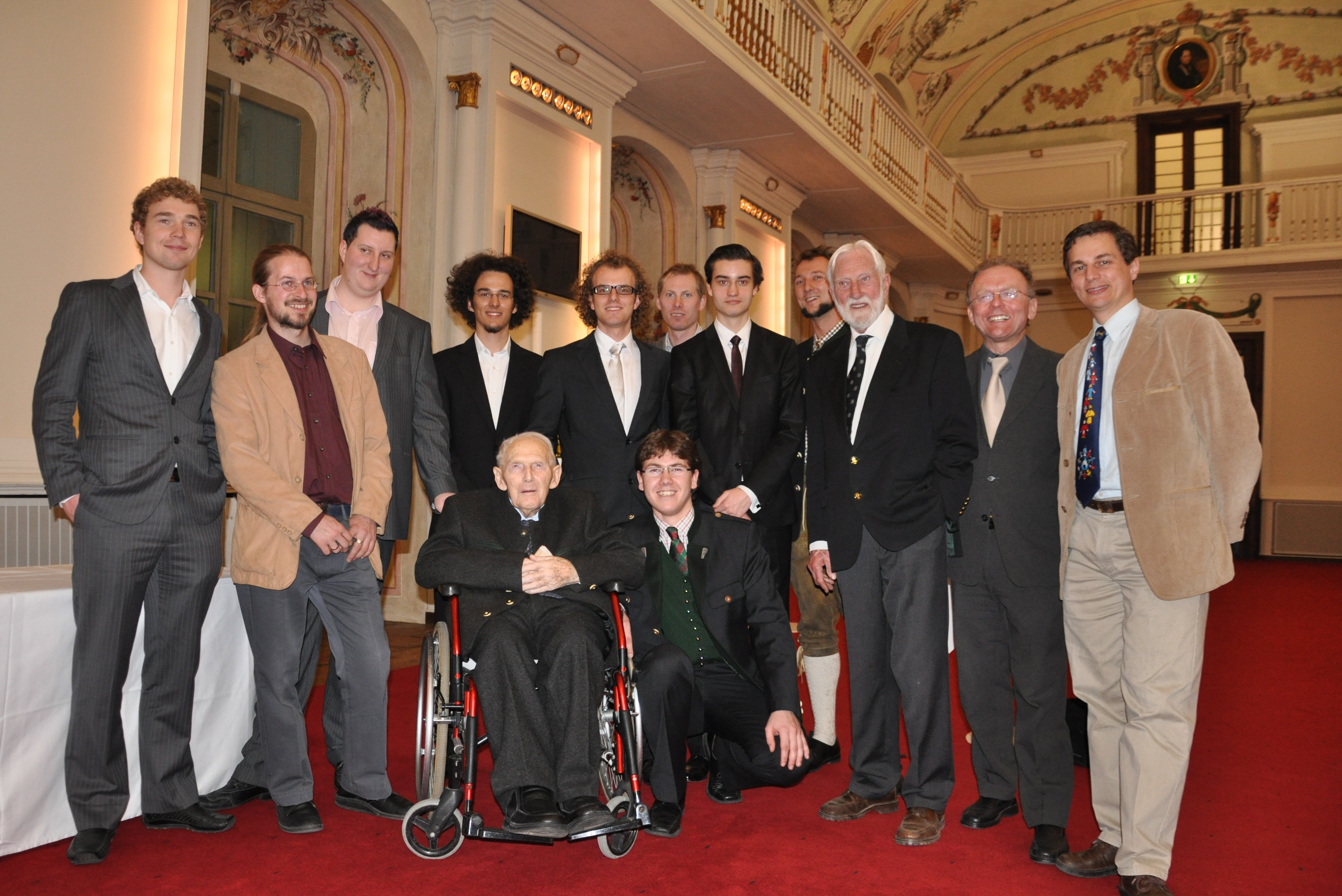
Empfang des Vereins Österreichischer Auslandsdienst in Graz (2010) 1.v.r.

Ab 2001 im Vorstand vom Verein für Dienst im Ausland in Innsbruck, ab 2005 Verein Österreichischer Auslandsdienst, leitete Prochazka maßgeblich den Einsatz von Gedenkdienern in China im Zentrum für Jüdische Studien. Dem folgte 2008  das John-Rabe-Haus in Nanjing als Einsatzstelle im österreichischen Auslandsdienst.
Im Jahr 2003 hat Michael Prochazka das Mobilitätsprogramm „experience european responsibility“ konzipiert und mit der Umsetzung begonnen. Dieses Programm ermöglicht es benachteiligten Jugendlichen, sich in Europa in den Arbeitsmarkt durch geförderte Praxisaufenthalte im Ausland einzugliedern.
Von 2003 bis 2005 war Prochazka Generalsekretär des Internationalen Dachverbandes der Naturfreunde und für die Koordination der Netzwerkarbeit von 50 Mitglieds- und Partnerverbänden mit 500.000 Mitgliedern weltweit verantwortlich. Weiters war er an der Umsetzung der Projekte Landschaft des Jahres Lebuser Land in der Deutsch-Polnischen Grenzregion um Frankfurt (Oder) und Landschaft des Jahres Jura in der französisch-schweizerischen-Grenzregion Jura beteiligt.
2005 hat Prochazka gemeinsam mit seiner Frau Hong Yang das Cheng Gong Help Scholarship Program ins Leben gerufen. Mit diesem Förderprogramm werden benachteiligte Kinder und Jugendliche aus ländlichem Gebiet, deren Eltern im Bereich der Landwirtschaft tätig sind, gefördert. Ziel dieses Programms ist es, dass Kinder und Jugendliche, die in den elterlichen Landwirtschaftsbetrieben als unabkömmlich erscheinen, ein Schulbesuch ermöglicht wird, in dem die dadurch entstehenden Kosten durch das „Cheng Gong Help Scholarship Program“ ersetzt werden.
Im Jahr 2006 gründete er mit seiner Frau den Verein zur Erforschung und Förderung von Erfolgsfaktoren im Bildungswesen. Ziel und Zweck dieses Vereines ist es, die notwendigen Erfolgsfaktoren für eine gerechte und ausreichende Bildung aufzuzeigen und eine Basis für den Zugang zu Bildung auch in unterentwickelten Regionen zu schaffen.